# Wybory prezydenckie w Armenii w 2022 roku
Przedterminowe wybory prezydenckie w Armenii w 2022 roku przeprowadzone zostały 3 marca 2022 roku.
23 stycznia 2022 prezydent Armen Sarkisjan, którego kadencja miała jeszcze trwać trzy lata, zrezygnował z funkcji, ze względu na „brak wpływu na politykę”. Jego decyzja weszła w życie z dniem 1 lutego tegoż roku, w związku z czym przewodniczący Zgromadzenia Narodowego Armenii Alen Simonian przejął obowiązki głowy państwa do czasu przeprowadzenia nowych wyborów.
2 lutego 2022 Wahagn Chaczaturian, były burmistrz Erywania i dotychczasowy minister przemysłu zaawansowanych technologii został nominowany kandydatem na prezydenta przez rządzącą partię Kontrakt Obywatelski.
6 lutego 2022 partie opozycyjne ogłosiły, że zbojkotują wybory.
3 marca 2022 w drugim głosowaniu przez 71 członków Zgromadzenia Narodowego na prezydenta Armenii został wybrany Wahagn Chaczaturian. W wyborach nie wzięło udziału 36 deputowanych.